# Bruno Vale
Pour les articles homonymes, voir Vale.
Bruno Miguel Esteves do Vale est un footballeur international portugais né le 8 avril 1983 à Mafamude (Portugal). Il évoluait au poste de gardien de but entre 2001 et 2020. Il est actuellement entraîneur des gardiens de but de l'AD Sanjoanense.

## Biographie
Bruno Vale est formé au FC Porto. 
Il joue par la suite en faveur d'un grand nombre de clubs : l'Estrela da Amadora, l'União Leiria, le Varzim SC, le Vitória Setubal, le CF Belenenses ...
Bruno Vale reçoit sa première et dernière sélection en équipe du Portugal lors de l'année 2003, à l'occasion d'un match amical face au Kazakhstan. Il participe par ailleurs aux Jeux olympiques d'été de 2004 et à deux Championnats d'Europe Espoirs (2004 et 2006) avec les sélections espoirs portugaises.
Au total, Bruna Vale dispute 56 matchs en 1re division portugaise.

## Clubs
- 2001-2003 :  FC Porto (formation)
- 2003-2009 :  FC Porto
  - 2005-2006 :  Estrela da Amadora (prêt)
  - 2006-2007 :  União Leiria (prêt)
  - 2007-2008 :  Varzim (prêt)
  - 2008-2009 :  Vitória Setubal (prêt)
- 2009-2010 :  CF Belenenses
- 2010-2012 :  UD Oliveirense
- depuis 2012 :  Apollon Limassol

## Palmarès
- Coupe de Chypre en 2013, 2016 et 2017 avec l'Apollon Limassol
- Champion du Portugal en 2004 avec le FC Porto
- Vainqueur du Festival International Espoirs de Toulon en 2003 et élu meilleur gardien du tournoi.

## Sélections
- 1 sélection en équipe du Portugal
- 19 sélections en équipe du Portugal des moins de 21 ans
- 5 sélections en équipe du Portugal des moins de 20 ans
- 5 sélections en équipe du Portugal des moins de 19 ans